# 林肯大郡
林肯大郡，是一座位於台灣臺北縣汐止鎮（後改制為臺北縣汐止市，今新北市汐止區）汐萬路二段228巷的複合功能住宅社區，為林肯建設在1993年所推出的建築專案，並以「台灣第一座複合式整體開發的大眾貴族化社區」作為促銷的號召。林肯大郡分有「金龍特區」、「總統特區」、「15樓區」等七個區，分領有七張建築執照，總戶數可容納約1,450餘戶。民間全民電視公司汐止攝影棚即設於此（汐萬路二段228巷16號）。

## 坍塌事故
1997年8月18日，溫妮颱風經過台灣北部，颱風所帶來的雨量破壞地基，同時挾帶大量水分的泥土衝破擋土牆，並直接衝向「金龍特區」第3區建築，導致整排建築嚴重坍塌，造成28人死亡，一百多人無家可歸。

## 建築地質調查
據調查，當地的地質屬於順向坡，在下邊坡不當開挖追求擴充基地面積，造成自由端出露，大幅降低邊坡安全性。暴雨及地震時，邊坡就會發生崩坍，為地滑造成的災害，以致毀損建物及居民生命。

## 官商勾結
1997年，根據檢察機關的調查發現，林肯建設偽造地質鑽探報告，林肯大郡施工過程無依規定標準實施，相關政府官員批准此建案的進行。經過四個多月的調查之後，士林地檢署檢察官陳瑞仁將林肯建設負責人李宗賢等六名建商與台北縣政府農業局、台北縣政府工務局等14名官員提起公訴，具體求處有期徒刑5年6個月至12年不等。1998年9月29日，士林地方法院判決李宗賢有期徒刑10年6個月、褫奪公權七年；涉及圖利罪及偽造文書的14名台北縣政府官員除了林文能無罪，以及陳志銘移民至澳洲未拘提到案外，其餘被告則分處有期徒刑兩年至九年不等；19名被告均無到場，受災戶的民事賠償轉由民事法庭審理。
2009年4月，中華民國最高法院合議庭支持台灣高等法院更三審見解，將李宗賢依《中華民國刑法》業務過失致死罪判處有期徒刑一年確定，其餘建商張中良、翁文濤各判刑11個月和九個月，黃財源則獲判無罪；至於案發時擔任公務員的練瑞麟、許信行、林英權、洪村統等四人被控圖利罪的部分，高院更三審各判刑七年至五年六個月不等，最高法院認為相關罪證仍有疑慮而發回高院更審。
2010年2月，台灣高等法院更四審認定，台北縣政府農業局水土保持課技士林英權、台北縣政府工務局使用管理課技正許信行、台北縣政府工務局建管課技士洪村統在林肯大郡變更設計與申領使用執照等案中，並無檢方指控圖利建商或登載不實等明確事證，故均改判無罪。

## 國家賠償案
23位林肯大郡受災戶於1998年向台北縣政府提出國家賠償的要求，要求的賠償金額將近新台幣9,000萬元；台北縣政府於同年10月9日表示拒絕賠償。由李岱叡等15名受災戶所提出的「林肯大郡國家賠償案」，2003年年底，板橋地方法院判決，台北縣政府應賠償新台幣5千7百多萬元給受災戶。至2006年年初，林肯大郡在法院審理中的國家賠償案包括柯焜晃等3人、林碧娥等25人、李岱叡等15人。
2007年5月8日，台灣高等法院更一審，改判受災戶總共可獲賠償新台幣4億0673萬餘元，全案仍可上訴。
2010年1月19日，台北縣政府訂定發布《台北縣政府林肯大郡溫妮颱風災變受災戶補償要點》，定於2010年1月22日生效，將發放補償金新台幣1億3777萬元，再對沒有請求國家賠償的482戶發放補償金；受災戶可依法請求補償全倒的169戶每戶新台幣63萬元、半倒的313戶每戶新台幣10萬元，共有482戶可提出申請；已請求國賠獲准的45戶，以及屬於林肯建設產權的13戶，則不在補助之列。2010年12月25日，新北市政府公告，《台北縣政府林肯大郡溫妮颱風災變受災戶補償要點》繼續適用。2011年10月19日，新北市政府發布廢止《台北縣政府林肯大郡溫妮颱風災變受災戶補償要點》，即日起生效。
2015年8月20日，台灣高等法院更三審認為，林肯大郡230名住戶分別坐落在發生災變的1至5區，雖不是因災變受到土石、擋土牆崩塌而屋損的受災戶，但會同專家實地勘查，其發生房屋結構受損，是起因於林肯大郡土地並非適合開發的基地，但李宗賢等人以違法方法取得建照興建，這些住戶誤信林肯大郡基地安全而購屋，颱風來襲前李宗賢等人又未盡防止災害發生的義務；因此認定李宗賢等人應對230名住戶賠償，一共判賠新台幣1.5億元。
2020年8月25日，有220名住戶上訴，高等法院更四審認定建商李宗賢等人應負起損害賠償責任，今加倍判決林肯建設、霖肯實業、建商李宗賢、建築師盧正堯應連帶賠償被害人共3億1498萬元，每人判賠金額從73萬多元至358萬多元不等；仍可上訴，一共判賠新台幣約3.15億元。

## 包裝銷售
- 1993年，林肯大郡推案，區分公寓「金龍特區」（所屬第3區住宅為主要受災區，許多空屋無人居住，恍若廢墟）、華廈「總統特區」與大樓「15樓區」等。1996－1997年，林肯大郡交屋。1997年8月，溫妮颱風造成擋土牆崩落，金龍特區倒塌造成28人死亡，總統特區改名「青山綠築」，15樓區改名「雙璽帝堡」。[8][9]
- 2013年6月10日，地產投資客「帥過頭」（黃家進）在批踢踢實業坊發起「林肯大郡搶購團」 [8][9]。